# Бетьюн, Норман
Генри Норман Бетьюн (также — Анри Норман Бетюн, англ. Henry Norman Bethune, 4 марта 1890, Грейвенхёрст — 12 ноября 1939, Тансянь) — канадский хирург, новатор в хирургии и в методах организации помощи раненым на поле боя. Убеждённый антифашист, он участвовал в качестве врача-добровольца в гражданской войне в Испании, создав для республиканцев мобильную систему гемотрансфузии. Затем он присоединился к китайским коммунистам в их войне против японских захватчиков, где и погиб. После смерти он стал одним из самых почитаемых иностранцев в Китае.

## Биография

### Происхождение
Норман Бетьюн родился в городке Грейвенхёрст (Gravenhurst) в канадской провинции Онтарио, в канадской семье шотландского происхождения с долгой историей в Канаде.
Прапрадед Нормана, Джон Бетьюн (1751—1815), основал первую пресвитерианскую церковь в Монреале. Прадед Нормана, Ангус Бетьюн (1783—1858), с молодых лет путешествовал по землям, в будущем ставшими Канадой (и северо-западными штатами США), работая в Компании Гудзонова залива, а на старости лет стал депутатом горсовета в Торонто. Дед Нормана, также по имени Норман (1822-92), был врачом и одним из основателей Верхнеканадского медицинского института, который впоследствии стал частью Торонтского университета.
Отец Нормана, Малькольм Николсон Бетьюн, был пастором пресвитерианской церкви, ничем особо не знаменит.

### Молодость
В 1909 г. Норман поступил в Торонтский университет. В 1911 г. он взял перерыв в учебе, с тем, чтобы провести год на севере провинции Онтарио среди иммигрантов-шахтёров и лесорубов, которых он учил читать и писать по-английски. В 1914 г., с началом Первой мировой войны Норман опять покинул университет, отправившись добровольцем служить санитаром на фронте во Франции. Был ранен шрапнелью, пролежал 3 месяца в госпитале в Англии, и вернулся доучиваться в Торонто, где он наконец получил свой диплом врача (степень бакалавра) в декабре 1916 г.

### Медицинская карьера
В 1917 г. Норман Бетьюн вернулся в Европу, теперь уже как военврач. Он прослужил в британском флотском госпитале до 1919 г., а затем прошел интернатуру в одной из детских больниц Лондона (en) и продолжил повышение хирургической квалификации в Эдинбурге.
В 1924 г. Норман переезжает в Америку, где работает врачом и преподает в медицинском колледже в Детройте. В 1926 г у него обнаруживается туберкулёз, который он вероятно подхватил, работая с бедными пациентами. В ту пору, до открытия антибиотиков, это была трудноизлечимая болезнь; по настоянию пациента, к нему была применена новая рискованная хирургическая методика (намеренный пневмоторакс), которая помогла ему выздороветь.
После выздоровления, Норман Бетьюн сам занялся хирургией грудной клетки. Для этого в апреле 1928 г. он перебазировался в Монреаль, чтобы работать в Королевской больнице им. Виктории (Royal Victoria Hospital) при Университете Макгилла с доктором Эдвардом Арчибальдом, одним из виднейших специалистов в этой области.
Вскоре он и сам стал известным специалистом в этой области. Во время работы в Монреале (1929-36 гг) он опубликовал 14 научных работ по этой тематике и изобрел или усовершенствовал более дюжины хирургических инструментов, один из которых был назван в его честь — реброрез Бетьюна (Bethune Rib Shears) — и используется и по сей день. Бетьюн часто брал безнадежных больных и работал быстро, что означало, что многие из его пациентов умирали — но в то же время, многие из его выживших пациентов умерли бы, если бы не его операции.
Резкий характер и эксцентричное поведение Бетьюна и неоправданный (по мнению более консервативных коллег, включая самого Арчибальда) риск, которому он иногда подвергал пациентов, заставили его покинуть Королевскую больницу им. Виктории в 1932 г, и занять пост начальника Отделения лёгочной хирургии и бронхоскопии в Больнице Сакр-Кор (Hôpital du Sacré-Cœur de Montréal) при Монреальском университете (на который его рекомендовал сам Арчибальд). Он продолжал, однако, критиковать коллег-хирургов лёгочников за то, что по его мнению, они предпочитают оперировать лишь на больных с большими шансами выздоровления и избегают тяжелых или вовсе «безнадёжных» пациентов, чтобы не портить свою статистику выживаемости пациентов.
Неспокойная, творческая натура Бетьюна находила отдушину от мира официальной медицины и медицинской бюрократии в искусстве. Он писал стихи и рассказы, рисовал, вёл кружок изобразительного искусства для монреальских детей (и тратил немалую часть своей зарплаты на связанные с ним расходы и помощь беднейшим участникам кружка). Бетьюн верил, что человек может достичь всего, что он захочет. если он этим серьёзно займется. Чтобы доказать это, он как-то похвастался что одна из его картин будет экспонироваться на весенней выставке в Монреальском музее изящных искусств; и действительно — он взялся за работу, и его картина «Ночная операционная» появилась на следующей весенней выставке.

### Политическая позиция
Наблюдая тяжелое положение канадского рабочего класса во время Великой депрессии, Бетьюн в начале 1930-х годов пришёл к выводу, что для улучшения здоровья народа недостаточно чисто медицинских мер, но нужны и социальные преобразования. Со своей профессиональной точки зрения, он обращал внимание на то, как неадекватно было поставлено дело борьбы с туберкулёзом в Канаде тех лет. Бетьюн пропагандировал реформы здравоохранения в монреальском Прогрессивном клубе, а чтобы сделать, то что было в его силах в настоящее время, он создал бесплатный медпункт где он и его единомышленники оказывали медицинскую помощь детям, женщинам и безработным.
Всё-таки он пока еще стоял на достаточно консервативных позициях; например, когда в 1935 г. оратор в монреальском Прогрессивном клубе начал хвалить систему здравоохранения в СССР, друзьям Нормана пришлось удерживать его, чтобы он не сорвал это выступление. Под впечатлением происшедшего, его коллега по медпункту, Джордж Муни, убедил Нормана, что не стоит осуждать явление, не увидев его своими глазами — и в августе 1935 г. Норман продал свой автомобиль, чтобы на вырученные деньги поехать на Международный физиологический конгресс в Москве.
За месяц, проведенный в Советском Союзе, Бетьюн убедился в том, что успехи СССР в борьбе с туберкулёзом подлинны, а советская система организации профилактики и лечения инфекционных заболеваний действенна, практически являясь воплощением в жизнь идей всеобщего бесплатного здравоохранения, ранее предлагавшихся им для Канады.
Вернувшись в Монреаль, Бетьюн вместе с группой единомышленников сформировал Монреальскую группу за народное здравоохранение (Montreal Group for the Security of the People’s Health), которая к июлю 1936 г. направила свои предложения квебекским руководителям и политикам — однако они, как и более ранние выступления Бетьюна и его сторонников, были встречены в это время главным образом молчанием и безразличием, если не прямой враждебностью, как со стороны властей так и со стороны медицинского сообщества.
В мае 1936 г. Бетьюн выступил с докладом, озаглавленным «25 ошибок, сделанных мной в хирургии грудной клетки». Хотя это ценное самокритическое выступление статьи, помогающее начинающим хирургам учиться на чужих ошибках, а не своих, было хорошо встречено молодыми хирургами, оно рассердило многих влиятельных коллег Бетьюна, предпочитавших, чтобы общество видело врачей в ореоле непогрешимости. Текст доклада так никогда и не был опубликован.
В ноябре 1935 г. Бетьюн вступил в Коммунистическую (Рабочую прогрессивную) партию Канады, но не афишировал этот факт пока не вернулся с гражданской войны в Испании.

### Испания
Вскоре после начала гражданской войны в Испании Бетьюн отправился туда (24 октября 1936 г.) в качестве главврача канадского батальона (Mackenzie-Papineau Battalion) XV Интернациональной бригады. В Испании, где он был главой Канадской фронтовой службы переливания крови (Servicio Canadiense de Transfusión de Sangre al Frente), он создал первый в мире передвижной госпиталь для оказания помощи раненым в прифронтовых условиях. Это сделало возможным производить хирургические операции и переливание крови в течение более короткого времени после ранения, спасая жизни многих бойцов, которые в противном случае умерли бы от потери крови до доставки их в более стационарный госпиталь. Вместе с тем первые предпринятые Бетьюном опыты переливания крови в условиях, близких к боевым, не были слишком удачными, так как методы перевозки крови без разрушения эритроцитов и микробного загрязнения только разрабатывались — одним из первопроходцев в этом был каталонский доктор Фредерик Дюран-Жорда (Frederic Durán-Jordà) Несмотря на трудности, через пять месяцев после начала работы организованная Бетьюном и его соратниками служба переливания крови обеспечивала кровью все участки тысячекилометрового фронта гражданской войны..
Однако уже в июне 1937 г. Бетьюн вернулся в Канаду. В его заявлении об уходе с должности руководителя Службы переливания крови, он писал что поскольку служба теперь уже хорошо организована, он считает свою задачу выполненной, и планирует вернуться в Канаду для ведения пропагандистской деятельности. Как он сам писал позднее (в статье опубликованной в сентябре 1937 г), «я вернулся в Канаду не по собственному желанию, а по просьбе других канадцев в Испании. Все мы на общем собрании в Мадриде в апреле 1937 г решили, что я должен сопровождать фильм» (снятый по инициативе самого Бетьюна документальный фильм «Сердце Испании» (Heart of Spain) о его Канадско-испанском институте переливания крови). Однако с точки зрения современных биографов Бетьюна, обстоятельства, вызвавшие его отъезд из Испании были более сложными и включали как персональные, так и профессиональные конфликты с испанскими коллегами. Доходило до того, что он обвинял некоторых испанских руководящих сотрудников в кумовстве, а испанские спецслужбы подозревали его в шпионаже в связи с его интересом к состоянию дорог, мостов, и т. п. (что, в общем-то, является необходимой информацией для руководителя мобильной службы переливания крови, разъезжающего по фронтам с машинами скорой помощи). Ещё больше подозрений существовало вокруг шведской женщины по имени Кайса (Kajsa), которая видимо была любовницей Нормана, и которая также снабжала службу переливания крови качественными дорожными картами.

### Китай
Всего через месяц после возвращения Бетьюна в Северную Америку (6 июня 1937 г.) и начала его разъездов по Канаде и США с выступлениями в защиту республиканской Испании и против политики невмешательства западных держав в войну в этой стране, японские войска начали (7 июля 1937 г, у моста Марко Поло) широкомасштабное вторжение в Китай. Вскоре Бетьюн оставил надежду на возвращение в Испанию и решил, что его место в Китае. К концу октября он был в Нью-Йорке, закупая оборудование и медикаменты, чтобы взять их с собой к китайским коммунистам. В январе 1938 г. Бетьюн вместе с двумя канадскими медиками отбыл из Ванкувера в Гонконг на пароходе «Императрица Азии» (Empress of Asia). Из Гонконга медики вылетели в Ханькоу (Ухань), город на Янцзы, который в это время был практически столицей гоминьдановского Китая (правительство остановилось там на пути из Нанкина в Чунцин).
В результате перемирия между правительством Гоминьдана и китайскими коммунистами, достигнутом после Сианьского инцидента (декабрь 1936 г.), обе стороны согласились прекратить военные действия между собой и сотрудничать в обороне страны от японских захватчиков. Большинство иностранной помощи Китаю — не только из стран Запада, но из СССР — шла Гоминьдану. Иностранные врачи, прибывавшие в Китай, в большинстве своем также оставались работать на территории, контролируемой Гоминьданом, но сам Бетьюн, в соответствии со своими политическими убеждениями, рвался из Уханя к коммунистам, укрепившимися в «Особом районе Китая» на севере страны, куда его звал работавший там молодой ливанско-американский доктор Джордж Хэйтем. После небольшой задержки Бетьюн, вместе с канадской медсестрой Джин Юэн (Jean Ewen), хорошо знавшей страну, смог покинуть Ухань 22 февраля 1938 г., и в марте добрался до контролируемой силами коммунистов (в те годы известными как «Восьмая походная армия») территории, по пути оказывая помощь раненым бойцам и гражданским пациентам.
Не просто хирург, но специалист с недавним опытом организации прифронтовой медпомощи, Норман Бетьюн был восторженно встречен в столице коммунистов Яньане, куда он и Джин Юэн прибыли в конце марта 1938 г. В течение почти двух лет, проведенных им в «Особом районе», Бетьюн использовал весь свой опыт для организации системы медицинской помощи на антияпонском фронте «Особого района», и повышения квалификации местных медиков. Бетьюн встречался с Мао Цзэдуном, который высоко оценивал его деятельность.
Бетьюн провёл последние два года своей жизни в «Особом районе», спасая как раненых коммунистов, так и японских военнопленных, пока не умер от заражения крови, полученного при порезе во время операции. Перед смертью он передал Не Жунчжэню, командовавшему военным округом, свою последнюю волю — отправить его письмо генсеку компартии Канады Тиму Баку и передать его фотоаппарат товарищу.

## Память
Бетьюн похоронен на кладбище революционных мучеников в Шицзячжуане, где помянуты трое иностранцев-интернационалистов, помогавшим китайскому народу противостоять японским захватчикам — Норман Бетьюн, индийский врач Дварканатх Котнис и шотландский миссионер Эрик Лидделл. Героизм, альтруизм и самопожертвование Бетьюна заслужили почёт и уважение в Китае и по сей день.
Мао Цзэдун откликнулся на его смерть статьёй-некрологом («Памяти Н. Бетьюна», кит. 紀念白求恩), которая в 1960-х стала обязательным чтением в общеобразовательных школах. Он писал:

Каждый член коммунистической партии должен учиться у товарища Бетьюна быть настоящим коммунистом… Мне довелось только однажды встретиться с товарищем Бетьюном. После этого он написал мне много писем. Из-за своей занятости я ответил ему только одним письмом, да и то не знаю, дошло ли оно до него. Я глубоко скорблю о его смерти. Сейчас мы все чтим его память, и это свидетельствует о глубине чувств, вызванных у нас его душевной силой. Всем нам нужно учиться у него бескорыстию и самоотверженности. Именно так можно стать человеком, приносящим великую пользу народу. Человек может быть наделён бо́льшими или меньшими способностями, но только обладание этими качествами делает его человеком высокой души, настоящим человеком, человеком нравственным, человеком, отрешившимся от низменных интересов, человеком, полезным народу.
Его именем назван Медицинский университет имени Нормана Бетьюна, влившийся в Цзилиньский университет, а также многие другие учебные заведения в Китае и за его границами.
Дом в Грейвенхёрсте, в котором родился Бетьюн, в 1973 году был куплен правительством Канады после визита туда премьер-министра Пьера Трюдо. В 1976 году отреставрированный дом-мемориал Бетьюна был открыт для посетителей в качестве музея. В том же году был открыт памятник Бетьюну на площади его имени в Монреале. В 2000 году генерал-губернатор Канады Адриенна Кларксон, этническая китаянка, открыла бронзовую статую Бетьюна в Грейвенхёрсте.
В 1960, 1979 и в 1990 годах почта КНР выпустила по 2 марки, посвящённые Норману Бетьюну (Sc #538,539,1542,1543,2263,2264).
В 2006 году испанский город Малага открыл «Аллею канадцев» в память о Бетьюне и его коллегах в память об их помощи беженцам в годы войны.
Министерство здравоохранения КНР и Министерство трудовых ресурсов и социального обеспечения КНР с 1991 года вручают медицинским работникам Медаль Нормана Бетьюна.

## Норман Бетьюн в литературе
В англоязычном мире историю Бетьюна сделала известной книга Теда Аллана и Сидни Гордона «Скальпель и меч» (1952).
Другой биограф Бетьюна, Родерик Стюарт, написал четыре книги о нём (Bethune, (1973), The Canadians: Norman Bethune (1974), The Mind of Norman Bethune (1990), Phoenix: The Life of Norman Bethune (2011), в соавторстве).
Писателю Деннису Боку принадлежит художественный роман «Дочь коммуниста» (The Communist's Daughter, 2006), повествующий о Бетьюне.
В фантастической повести Лю Цисынь "Задача трёх тел" упоминается Норман Битюн как иностранный герой китайской революции, уважительное отношение к нему всех китайцев. Имя Битюн стало нарицательным в отношении "хороших" англоязычных иностранцев.

## Норман Бетьюн в кинематографе
Как в Китае, так и в Канаде было снято несколько документальных и художественных кино- и телефильмов о враче-интернационалисте (первые два — китайский художественный и канадский документальный — вышли в 1964 году).
Наиболее известным среди них является художественный кинофильм «Доктор Бетьюн» (1990) совместного производства Канады, Франции и Китая. Его сценаристом был Тед Аллан, знакомый с Бетьюном по Испании, и один из авторов книги о нём, вышедшей в 1952 г. Главную роль в этом байопике сыграл Дональд Сазерленд, уже дважды воплощавший Бетьюна на телеэкране.
К моменту своего выхода на экраны этот кинофильм оказался самым дорогим по стоимости съёмки из всех фильмов, снятых к тому времени в Канаде.